# Bogos II (ormiański patriarcha Konstantynopola)
Bogos II (ur. ?, zm. ?) – w latach 1863–1869 69. ormiański Patriarcha Konstantynopola.